# 河溪街道
河溪街道，原为河溪镇，是中华人民共和国四川省南充市阆中市下辖的一个乡镇级行政单位。2019年10月，撤销河溪镇和石龙镇，设立河溪街道，以原河溪镇和原石龙镇所属行政区域为河溪街道的行政区域。

## 行政区划
河溪街道下辖以下地区：
中学路社区、新市街社区、何家坝村、东岳庙村、黑山岩村、古水村、茶房楼村、回龙观村、白堡村、扶农村、樊家桥村、鸡公岭村、金枝垭村和女儿山村，石龙社区、磨合村、石城村、龙狮村、时新村、黑石村、洪龙村和慈云村。